# Арбовируси
Арбовирус (на английски: Arbovirus) е съкратено наименование, дадено на група вируси, които се разпространяват посредством вектори артроподи – комари и кърлежи (от английски: arthropod-borne viruses). Този термин не е част от таксономичната класификация на вирусите, а по-скоро определение за начина на предаването им. Пренасянето на вируса от един организъм към друг става посредством ухапване от насекомо. Той директно се инокулира в кръвта и може да предизвика виремия.

## Класификация
Арбовирусите са класифицирани в съответствие с техния начин на предаване, но това създава известни проблеми поради факта, че се обединяват морфологично разнородни вируси, принадлежащи към няколко отделни семейства: Flaviviridae, Togaviridae, Rhabdoviridae, Reoviridae и Bunyaviridae. Тук не са включени родствени вируси с различни начини на предаване и вируси, принадлежащи към други семейства (Filoviridae, Arenaviridae), но причиняващи заболявания с подобни признаци.
По-голямата част от арбовирусите са със сферична форма, въпреки че някои от са пръчковидни. Те са с размери 17 – 150 nm. в диаметър и всички имат РНК геном. Повечето се инактивират от етер, хлороформ, чувствителни са към топлина и изсушаване. Тези вируси обикновено не предизвикват сериозни заболявания при хората. В повечето случаи се предизвика лека инфекция като висока температура или обрив. Рядко обаче може да възникне епидемия и да предизвикат сериозни инфекции като менингит и енцефалит, които могат да бъдат фатални.

## Епидемиология
Най-характерният начин на предаване на вирусите е посредством ухапване от комари или кърлежи. Вирусът се инокулира при ухапване от членестоногите, чрез тяхната слюнка. Бързо се намножава в ендотела на кръвоносните съдове. Нарушената им цялост е и причината за възникване на кръвоизливи. Клинично се демонстрират с грипоподобни признаци и кръвоизливи в стомашночревния тракт, бъбреците, венците и други органи.
Векторите доста често са и резервоари на инфекцията. Могат да го предават и трансовариално на новото поколение артроподи. Всички са зоонози или зооантропонози. Срещат се предимно в тропичните и субтропичните райони на Земята, но известна част от тях са разпространени и в умерения пояс.
Някои от заболяванията, причинявани от арбовируси, могат да имат фатален край наблюдаван при 10 – 50% от заболелите.

## Профилактика
Съществуват няколко начина за предотвратяване на появата на тези инфекции. Единия от тях е да се използват репеленти против комари, а другия е да се намалят местата, благоприятни за тяхното възпроизводство.
За предотвратяване на някои от заболяванията са разработени ефективни ваксини използвани с успех. Такава е жълтата треска. За други като западнонилската треска, ваксините за хора са все още в процес на проучване, а за трети като Вирусна треска О`ньонг ньонг не са разработени.

## Имунитет
Имунната система успешно изпълнява защитната си роля срещу тези вируси. Арбовирусите стимулират производството на интерферон. Организмът образува антитела способни да предотвратят настъпването на виремия. От важно значение е и клетъчния имунитет. Създаването на имунитет срещу един от вирусите не поражда кръстосан имунитет против вирус от тази група.

## Диагноза
Арбовирусните инфекции могат да бъдат диагностицирани при лабораторно изследване, чрез методите ELISA и PCR.

## Списък на арбовирусни инфекции (непълен)
- Чикунгуня
- Денге
- Вирусна треска Рос Ривър
- Западнонилска треска
- Жълта треска
- Кърлежов енцефалит
- Японски енцефалит
- Енцефалит Ла Крос
- Австралийски енцефалит
- Треска от долината Рифт
- Енцефалит Сейнт Луи
- Конски енцефалит
- Епизоотична хеморагична болест
- Вирусна треска О`ньонг ньонг
- Лупинг ил
- Кримска - Конго хеморагична треска